# قسطنطين تشيرنينكو
قسطنطين تشيرنينكو (24 سبتمبر 1911 - 10 مارس 1985)، سياسي سوفياتي، عضو ناشط في المنظمات الشيوعية بروسيا في أواخر العشرينيات من القرن العشرين. في 13 فبراير 1984 اختير رئيسا للاتحاد السوفيتي خلفاً ليوري أندروبوف، وظل بالمنصب حتى وفاته في 10 مارس 1985.

## شبابه
ولد شيرنينكو لأسرة فقيرة في قرية Bolshaya Tes في منطقة كراسنويارسك كراي). والده أوستين دميدوفيتش عمل في مناجم الذهب والنحاس في حين كانت تتولى والدته أعمال المزرعة. انضم شيرنينكو إلى عصبة الشبيبة الشيوعية في عام 1929 والحزب الشيوعي في عام 1931. في الفترة من 1930 إلى 1933، عمل في حرس الحدود السوفيتي على الحدود الصينية السوفيتية ثم تخصص في الدعاية لنشاط الحزب الشيوعي. في عام 1945، حصل على ديبلوم من طرف مدرسة للتدريب في موسكو، في عام 1953 أنهى دروس مراسلة لمعلمي المدارس.
نقطة التحول في مسيرة شيرنينكو الوظيفية كانت في عام 1948 عند تعيينه على رأس الحزب الشيوعي في قسم الدعاية في الجمهورية الاشتراكية السوفيتية المولدافية. والتقى هناك ليونيد بريجنيف وحصل على ثقته وهو السكرتير الأول للحزب في مولدوفا من 1950 حتى 1952 وزعيم الاتحاد السوفيتي المستقبلي. تبع شيرنينكو بريجنيف في عام 1956 لشغل وظيفة مماثلة في الدعاية في اللجنة المركزية بموسكو. في عام 1960، بعد تعيين بريجينيف رئيسا لمجلس السوفيت الأعلى (الرئيس الفخري للدولة في الاتحاد السوفيتي)، أصبح شيرنينكو مديرا لمكتبه.

## ظل بريجينيف

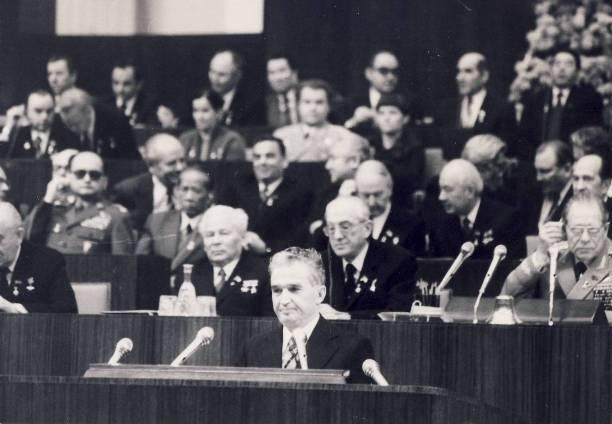
ملتقي الاتحاد السوفيتي

في عام 1965، أصبح شيرنينكو مدير شؤون الموظفين في الإدارة العامة للحزب وتابع عمله ككاتب، فأصبح في موضع قوي إذ أصارت لديه معرفة بكبار الحزب. كلف برصد أجهزة التنصت والمراقبة في المكاتب وتوقيع مئات الوثائق كل يوم. فعل ذلك لمدة 20 عاما. وحتى عندما أصبح الأمين العام للحزب واصل على التوقيع على العديد من الوثائق بسبب الهياكل السوفيتية البيروقراطية. في النهاية، عندما أصيب شيرنينكو بالمرض ولم يعد قادرا بدنيا على التوقيع على الوثائق استخدمت توقيعات مزورة بدلا من ذلك مما زاد من تخفيض قيمة توقيعه.
في أعقاب وفاة بريجنيف عام 1982، خسر شيرنينكو الصراع على السلطة لخلافته إذ رشح يوري أندروبوف الرئيس السابق للمخابرات السوفيتية لتولي منصب الأمين العام.

## زعيم الاتحاد السوفيتي
توفي أندروبوف في فبراير من عام 1984، بعد 15 شهرا فقط في السلطة. انتخب شيرنينكو ليحل محله بعد أربعة أيام من وفاته في الجلسة العامة للجنة المركزية يوم 13 فبراير 1984، على الرغم من المخاوف من صحته ورغم توصيات أندروبوف (قال أنه يريد لخلافته غورباتشوف).
في جنازة أندروبوف كان بالكاد يمكنه قراءة نص التأبين. أجهد الحاضرون من أجل التقاط معنى ما كان يحاول القول. تحدث بسرعة، ابتلع كلماته، وتوقف للسعال ولتجفيف شفتيه وجبهته. صعد إلى ضريح لينين عن طريق مصعد وضع حديثا ونزل بمساعدة اثنين من حراسه. عمل شيرنينكو على العودة إلى سياسات أواخر عهد بريجنيف. ومع ذلك، أعرب عن تأييده لدور أكبر لنقابات العمال، وإصلاح التعليم والدعاية. التغيير الأهم في الأفراد المحيطين به كان إقالة رئيس الأركان العامة نيكولاي أوغاركوف الذي دعا إلى الحد من الإنفاق على السلع الإستهلاكية لصالح زيادة الإنفاق على البحث والتطوير في الأسلحة.
في مجال السياسة الخارجية، تفاوض على اتفاق للتجارة مع جمهورية الصين الشعبية. على الرغم من الدعوات لمواصلة سياسة الانفراج الدولي، لم يكن شيرنينكو جديا في منع تصعيد الحرب الباردة مع الولايات المتحدة فعلى سبيل المثال، في عام 1984 منع الاتحاد السوفيتي زيارة الزعيم الألماني الشرقي إريش هونيكر لألمانيا الغربية. ومع ذلك، في أواخر خريف عام 1984، توافقت الولايات المتحدة مع الاتحاد السوفيتي على استئناف محادثات الحد من الأسلحة في أوائل عام 1985. في نوفمبر 1984 التقى شيرنينكو زعيم حزب العمال بريطانيا نيل كينوك.
لأن الولايات المتحدة كانت قد قاطعت دورة الألعاب الأولمبية الصيفية لعام 1980 التي عُقدت في موسكو، قرر الاتحاد السوفيتي تحت إدارة الرئيس شيرنينكو، مقاطعة دورة الألعاب الأولمبية الصيفية لعام 1984 في لوس أنجلوس. 14 بلدا من الكتلة الشرقية بما فيها الاتحاد السوفيتي وكوبا وألمانيا الشرقية (ولكن ليس رومانيا) قاطعوا دورة الألعاب الأولمبية هذه. الاتحاد السوفيتي أعلن عن نيته عدم المشاركة في 8 مايو 1984، متذرعا بمخاوف أمنية، وذكر أن السبب هو «الشوفينية والمشاعر المناهضة للسوفياتي التي تصل الهستيريا في الولايات المتحدة»، ولكن البعض رأى في ذلك انتقاما لمقاطعة ألعاب موسكو.

## الوفاة والإرث
في ربيع عام 1984 أدخل تشيرنينكو المستشفى لمدة أكثر من شهر، ولكنه واصل العمل السياسي من خلال إرسال مذكرات ورسائل. خلال فصل الصيف، أرسله أطبائه إلى كيسلوفودسك للمعالجة بالمياه المعدنية، ولكن في يوم وصوله إلى المنتجع تدهورت حالته الصحية وأصيب بالتهاب رئوي. لم يعد شيرنينكو إلى الكرملين حتى أواخر خريف عام 1984. رغم مواصلته منح الأوامر للكتاب في مكتبه، كان غير قادر على المشي وكان يتنقل في كرسي متحرك.
بحلول نهاية عام 1984، شيرنينكو لم يتمكن من الخروج إلّا بصعوبة من المستشفى المركزي الذي يخضع لحراسة مشددة في غرب موسكو، وكان المكتب السياسي يزور توقيعه لجميع الرسائل، كما كان شيرنينكو يفعل مع أندروبوف عندما كان يحتضر. وعلى مرئى الجميع، حتى من قبل معارضيه، في سلوك قاس ضد شيرنينكو قام عضو المكتب السياسي فيكتور غريشين بنقل شيرنينكو، الذي كان في المرحلة النهائية من المرض، من سريره بالمستشفى إلى صناديق الاقتراع للتصويت في الانتخابات في مطلع عام 1985.
ساءت صحته بشكل كبير في الأسابيع الثلاثة الأخيرة من شهر فبراير 1985. فاجتمع عليه التهاب الكبد المزمن وفشل الكبد وتحوله إلى تليف في الكبد. في 10 مارس على الساعة 3:00 بعد الظهر دخل في غيبوبة، وعند الساعة 7:20 توفي نتيجة فشل في القلب. وهذه باتت ثالث وفاة لزعيم سوفياتي في ثلاث سنوات فقط.
تم تشريفه بجنازة رسمية ودفن في مقبرة الكرملين.
تأثير شيرنينكو -أو عدمه- كان واضحا من الطريقة التي تم بها إعلان وفاته في الصحف السوفيتية. الصحف السوفيتية كانت تنشر قصص وفاة تشيرنينكو وانتخاب غورباتشوف في نفس اليوم. فكان لها نفس الشكل: الصفحة (1) تعلن انتخاب اللجنة المركزية للحزب في 11 مارس غورباتشوف زعيما جديدا وتوضح سيرته الذاتية وصورة كبيرة له وفي الصفحة (2) تعلن وفاة تشيرنينكو وتنعاه.
بعد وفاة أي زعيم سوفياتي كان من عادة خلفائه فتح خزانته والبحث فيها. عندما فتح غورباتشوف خزانة شيرنينكو، تبين أنه يحتوي مجموعة من الأوراق الشخصية وحزم كبيرة من المال؛ كما وجدت الأموال في مكتبه.

## الأوسمة والجوائز
مُنح شيرنينكو وسام اللواء الأحمر للعمل، عام 1976، في عام 1981 وعام 1984 حصل على وسام بطل العمل الاشتراكي: بهذه المناسبة، أشاد به وزير الدفاع أوستينوف كشخصية سياسية وفية لقضية لينين العظيم "، في عام 1981 حصل على وسام جورجي ديميتروف في بلغاري وحصل في عام 1982 على جائزة لينين" لحقوق الإنسان في المجتمع السوفيتي ".

## حياته الشخصية
لديه ابن، ألبرت، من زوجته الأولى (التي طلقها). زوجته الثانية، آنا تزوجته عام 1944 وأنجبت له بنتين، يلينا التي عملت في معهد للتاريخ وفيرا التي عملت في السفارة السوفيتية في واشنطن وولدا واحد، اسمه فلاديمير، الذي كان كاتبا سينمائيا.

## روابط خارجية
- قسطنطين تشيرنينكو على موقع IMDb (الإنجليزية)
- قسطنطين تشيرنينكو على موقع الموسوعة البريطانية (الإنجليزية)
- قسطنطين تشيرنينكو على موقع الموسوعة البريطانية (الإنجليزية)
- قسطنطين تشيرنينكو على موقع مونزينجر (الألمانية)
- قسطنطين تشيرنينكو على موقع إن إن دي بي (الإنجليزية)
- قسطنطين تشيرنينكو على موقع قاعدة بيانات الفيلم (الإنجليزية)